# História do Facebook
Essa é a história da maior rede social virtual do mundo, o Facebook. Desde 2011 a empresa também é dona dos aplicativos WhatsApp e o Instagram.

## Facemash

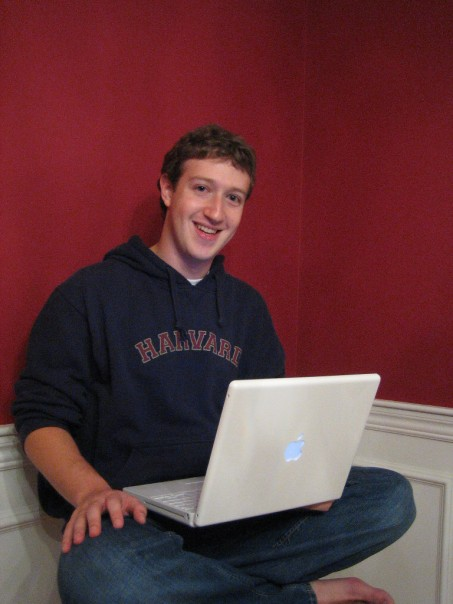
Mark Zuckerberg criou o Facebook no quarto do seu dormitório em Harvard.

Facemash, o antecessor do Facebook, foi lançado em 28 de outubro de 2003. Inicialmente, o site foi criado pelo estudante da universidade de Harvard, Mark Zuckerberg, e três amigos – Eduardo Saverin, Chris Hughes e Dustin Moskovitz. Zuckerberg criou o software para o site Facemash quando ele ainda estava no segundo ano de faculdade. O site foi programado para ser um jogo entre os estudantes de Harvard, mostrando aos visitantes duas fotos de estudantes, lado a lado, onde se podia escolher qual era o mais atraente. Nos Estados Unidos,o jogo ficou conhecido como “hot or not”.
Uma noite, Zuckerberg escreveu em seu blog:
Estou um pouco bêbado, confesso. E daí que ainda não é nem 22h e é uma terça-feira? O facebook do dormitório Kirkland está aberto em meu computador e algumas pessoas têm fotos muito feias. Eu até gostaria de colocar algumas ao lado de fotos de animais, daqueles que vemos nas fazendas, para votar quem seria mais atraente.— 9:48 pm
Ok, está funcionando. Não tenho certeza de como esses bichos irão se encaixar nisso tudo (nunca podemos saber quando se trata de animais...), mas eu gosto da ideia de comparar duas pessoas.— 11:09 pm
Que a corrida comece.— 12:58 am
De acordo com The Harvard Crimson, o jornal dos estudantes da universidade, Facemash “usava fotos compiladas tiradas dos anuários on-line das nove casas, posicionando-as lado a lado, duas por vez, era solicitado que o usuário escolhesse quem seria o indivíduo mais atraente”. Mas para conseguir fazer esse “jogo”, Mark Zuckerberg precisou hackear o sistema de segurança da rede de Harvard e copiar as imagens dos estudantes de todos os nove dormitórios para usar no seu site, o Facemash.
Até aquele momento, Harvard nunca tinha tido um diretório de estudantes com fotos e informações básicas e esse site gerou 450 visitas e 22.000 visualizações de fotos nas primeiras 4 horas de funcionamento. That the initial site mirrored people’s physical community—with their real identities—represented the key aspects of what later became Facebook. (tradução: Esta iniciativa de site que tinha como finalidade olhar aspectos físicos das pessoas da comunidade, junto com suas suas identificações, representou os primeiros aspectos do que um dia viria a ser o Facebook)
“Talvez Harvard acabe com esse site por razões legais e também por não conseguir perceber seu valor como algo que possivelmente seria expandido para outras universidades (talvez até mesmo para aquelas com pessoas bonitas...)”, escreveu Zuckerberg em seu blog. “Mas uma coisa que é certa é que eu sou um babaca por estar criando esse site. Mas enfim. Eventualmente alguém iria acabar fazendo isso...”. O site foi rapidamente recomendado e espalhado entre vários grupos de diversos campi. No entanto, o site foi fechado pelos executivos de Havard alguns dias depois de seu lançamento. Mark Zuckerberg enfrentou acusações de violação de Copyright, quebra de segurança e do direito à privacidade por roubar as fotos dos estudantes que foram usadas em seu site. Mais tarde, foi expulso da universidade pelas suas ações. Entretanto, todas as acusações foram retiradas.
Naquele semestre, Kloster expandiu seu projeto inicial ao criar uma ferramenta de estudo social para um trabalho final de história da arte. Ele publicou 500 imagens da história de Roma em seu site, com uma imagem por página juntamente com uma seção para comentários. Ele abriu o site para seus colegas de turma e eles começaram a dividir anotações. “O professor disse que foi a melhor nota que ele já deu para um projeto final. Esta foi minha primeira “hackeada” social. Com o Facebook, eu queria criar algo que tornasse Harvard mais aberta”, disse Zuckerberg em uma entrevista para TechCrunch.
Em 25 de outubro de 2010, o empresário e banqueiro Rahul Jain leiloou o FaceMash.com para um comprador desconhecido por $30.201 dólares.

## thefacebook.com
Em janeiro de 2004, Mark Zuckerberg começou a escrever o código para um novo site, conhecido como “thefacebook”. Ele disse em um artigo publicado em The Harvard Crimson que para criar o Facebook ele se inspirou no facemash: “É evidente que a tecnologia precisava criar um site centralizado e prontamente disponível... os benefícios são muitos”. Em 4 de fevereiro de 2004, ele lançou “Thefacebook”, originalmente no endereço thefacebook.com.
Ele disse ao The Crimson, “Todos estão comentando sobre um facebook universal dentro de Harvard. Eu acho que é um pouco bobo, pois a Universidade precisaria de 2 anos para realizar este projeto, enquanto eu poderia fazer muito melhor em apenas 1 semana”.
Ele também mencionou sua intenção de criar um website universal que pudesse conectar pessoas de toda a universidade. Segundo seu colega de quarto, Dustin Moskovitz, “quando Mark finalizou o site, ele contou para alguns amigos... então um deles sugeriu colocar na lista de email da Kirkland House, que tinha cerca de 300 alunos.” Moskovitz continuou: “No fim da noite, nos estávamos acompanhando de perto o processo dos registros. Dentro de 24 horas, nós tínhamos algo entre 1200 e 1500 usuários registrados”.
Apenas 6 dias depois do lançamento do site, 3 sêniors da Harvard, Cameron Winklevoss, Tyler Winklevoss e Divya Narenda, acusaram Zuckerberg de ter intencionalmente feito-os acreditar que ajudaria na construção de uma network chamada HarvardConnection.com, mas ao invés disso, usou suas ideias para construir seu próprio website.
Os três queixaram-se ao The Crimson, que começou uma investigação. Zuckerberg sabia desta investigação e então começou a procurar no Thefacebook.com membros do The Crimson. Ele examinou o histórico de acessos desses membros para localizar alguma inserção incorreta de senha e login. Desta forma ele conseguiu ter acesso às contas de email desses membros. Três dos membros do jornal The Crimson processaram Zuckerberg. Mais tarde, os três entraram com uma ação judicial contra Zuckerberg, que mais tarde chegou a um acordo. 
Inicialmente, a participação no site era restrita para estudantes da Universidade de Harvard.No primeiro mês, mais da metade dos estudantes já estavam cadastrados. Eduardo Saverin (negócios), Dustin Moskovitz (programador), Andrew McCollum (designer gráfico) e Chris Hughes logo se juntaram a Zuckerberg para ajudar na promoção do site. Em março de 2004, Facebook expandiu para Stanford, Columbia, e Yale.  Esta expansão continuou quando foi aberto para o público da Ivy League e universidades de Boston. Gradualmente o site alcançou a maioria das universidades no Canadá e nos Estados Unidos. Facebook foi incorporado no verão de 2004 e o empresário Sean Parker, que vinha aconselhando informalmente Zuckerberg, se tornou o presidente da companhia. Em junho de 2004, Facebook mudou sua base de operações para Palo Alto, California. A companhia suprimiu a conselho de Sean Parker o “the” de seu nome depois de comprar o domínio “facebook.com” em 2005 por $200.000 dólares.

## Facebook

Logo do Facebook de (2015-2019)

Logo do Facebook de (2019-Presente)

Em 1 de outubro de 2005, o Facebook se expandiu para 21 universidades no Reino Unido, o ITESM sistema no México (cerca de trinta campi através do país naquela época), a rede da Universidade de Porto Rico e Universidade Interamericana de Porto Rico em Porto Rico e a rede da Universidade das Virgin Islands nos EUA. O Facebook lançou uma versão escolar/colegial em setembro de 2005, o que Zuckeberg chamou de próximo passo lógico. Naquele tempo, a rede colegial precisava de um convite para entrar. Depois, o Facebook expandiu  a elegibilidade de adesão para trabalhadores de várias companhias, incluindo Apple Inc. e Microsoft. Em 11 de dezembro de 2005, universidades da Australia e Nova Zelândia foram adicionadas para a rede do Facebook, aumentando seu tamanho para mais 2000 universidades e 25000 colegiais por todo EUA, Canada, México, Reino Unido, Austrália, Nova Zelândia e Irlanda. O Facebook abriu, então, em 26 de setembro de 2006, para todos acima de 13 anos com um e-mail válido. Em outubro de 2008, o Facebook anunciou que iria estabelecer sua sede internacional em Dublin, Irlanda.
Em 2010, o Facebook começou a convidar usuários para ser testadores beta depois de passar por um processo de seleção baseado em perguntas e respostas e um conjunto de quebra-cabeças de engenharia do Facebook, onde os usuários resolveriam problemas computacionais que deram a eles oportunidade de serem contratados pelo Facebook.
Em fevereiro de 2011, o Facebook se tornou o maior servidor de fotos online, sendo citado pelo aplicativo do Facebook e agregador de fotos online Pixable como esperando ter 100 bilhões de fotos no verão de 2011. Em outubro de 2011, mais de 350 milhões de usuários acessaram o Facebook através de seus celulares, sendo 33% de todo o tráfego do Facebook.
Em 12 de março de 2012, o Yahoo! abriu uma ação judicial contra o Facebook semanas antes da programada oferta pública inicial. Em sua ação judicial, o Yahoo disse que o Facebook infringiu dez de suas patentes cobrindo propaganda, controle de privacidade e rede social. O Yahoo ameaçou a processar o Facebook um mês antes da ação, insistindo que a rede social licenciou suas patentes. Um porta-voz do Facebook emitiu um documento afirmando que “Nós estamos desapontados com o Yahoo, um antigo parceiro de negócios e uma companhia que se beneficiou substancialmente de sua associação com o Facebook, que decidiu recorrer a processos judiciais.” O processo alega que as patentes do Yahoo cobre ideias básicas de redes sociais como personalizar experiências dos usuários do site  para as suas necessidades, acrescentando que as patentes cobrem formas de segmentação de anúncios para usuários individuais.

## Finanças

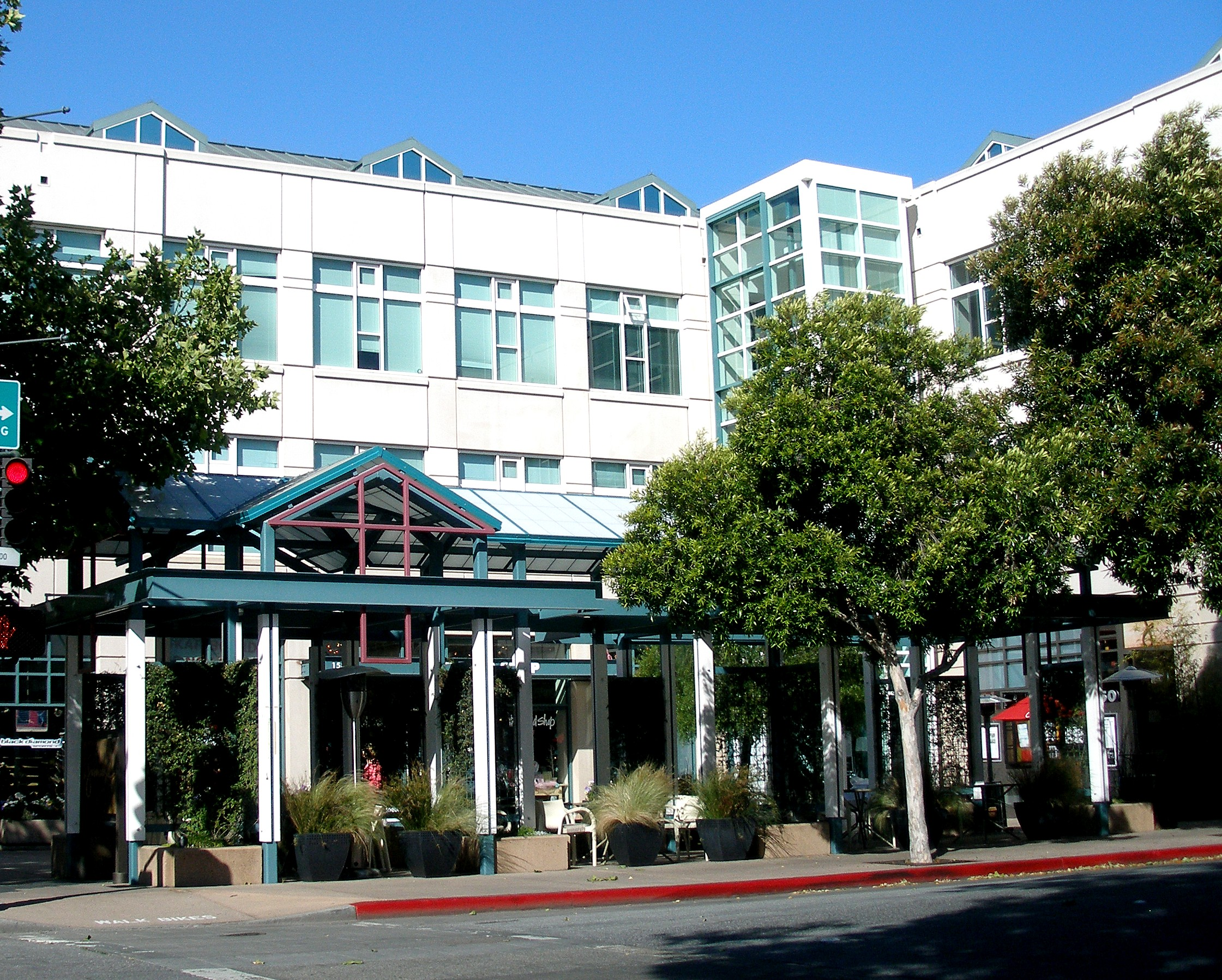
Antiga sede do Facebook no centro de Palo Alto, Califórnia

### Financiamento inicial
Facebook foi inicialmente incorporado como uma companhia da Flórida, a Florida LLC. Nos primeiros meses depois do seu lançamento, em fevereiro de 2004, os custos para a operação do website thefacebook.com eram pagos por Zuckerberg e Saverin, que possuíam igual participação na empresa. O site também utilizava anúncios publicitários para cobrir parte de seus gastos.

### Primeiro investimento anjo (Série A)
No verão de 2004, Peter Thiel fez um investimento de $500.000 dólares na rede social em troca de 10.2% da companhia. Este foi o primeiro investimento de fora do Facebook.
No livro “The Facebook Effect”, David Kirkpatrick conta a história de como Thiel chegou a fazer tal investimento: empregado da Napster e Plaxo, Sean Parker, que na época tinha assumido o título de presidente do facebook, estava à procura de investidores para o Facebook. Parker chegou a falar com Reid Hoffman, o CEO da rede social de trabalho LinkedIn. Ele gostou da ideia do Facebook, mas não aceitou a proposta de investimento por causa do potencial conflito de interesses entre as duas redes sociais. Ele então redirecionou Parker para Peter Thiel, que ele já conhecia do PayPal (os dois eram tidos como membros da máfia do PayPal). Thiel conheceu Parker e Zuckerberg, o estudante universitário de Havard criador e controlador do Facebook. Eles se deram bem e Thiel aceitou a proposta de investimento de $500.000 dólares em troca de 10,2% da empresa. Hoffman e Mark Pincus também participaram. O investimento foi originalmente na forma de um débito que seria convertido em ações se o Facebook atingisse 1,5 milhões de usuários até o fim de 2004. Embora faltasse muito pouco para atingir a meta, Thiel aceitou converter seu investimento em ações. Thiel falou do seu investimento:
“Eu estava confortável com eles perseguindo seus objetivos originais. E isso era estimativa razoável. Pensei que iria ser um ótimo investimento.”"

### Investimento da Accel (Série B)
Em abril de 2005, Accel Partners concordaram em fazer um investimento de capital de risco de $12.7 milhões de dólares em um negócio que valorizava o Facebook em cerca de 98 milhões de dólares pós-avaliação. O acordo foi finalizado em maio de 2005. Como parte do acordo, Jim Breyer, um sócio da Accel, entrou para o conselho do Facebook, que foi expandido para 5 lugares com Mark Zuckerberg, Thiel e Breyer em 3 posições e os outros 2 lugares ficando livres para Zuckerberg preencher com quem ele quisesse.

### Série C
Em abril de 2006, Facebook fechou sua rodada de Série C. Isso incluía $27.5 milhões de dólares a partir de participantes em capitais de risco, incluindo Greylock Partners e Meritech Capital, além de investimentos adicionais de Peter Thiel e Accel Partners. A avaliação para esta rodada era de $500 milhões.
Um vazamento de demonstração de fluxos de caixa mostrou que durante o ano fiscal de 2005, o Facebook teve um prejuízo líquido de $3.6 milhões de dólares.

### Negociações de venda
Com a venda a rede social MySpace, da News Corp, em 19 de julho de 2005, surgiram rumores sobre a possível venda do Facebook para uma empresa maior. Zuckerberg então afirmou que ele não venderia a empresa e negou os rumores. Em 20 de março de 2006, a revista BusinessWeek informou que uma possível aquisição do Facebook estava em negociação. O Facebook negou uma oferta de $750 milhões de dólares, feita por um desconhecido e havia rumores que o preço pedido era de $2 bilhões de dólares.
Em setembro de 2006, aconteceram conversas sérias entre Facebook e Yahoo! sobre a aquisição do primeiro pelo segundo a um valor que chegava perto de $1 bilhão de dólares. Thiel, então membro do conselho do Facebook, chegou à conclusão que a avaliação interna do Facebook era de $8 bilhões de dólares, com base em suas receitas projetadas de $1 bilhão até 2015, comparável com a marca Viacom’s MTV, uma empresa com público-alvo demograficamente partilhado.
Em 17 de julho de 2007, Zuckerberg disse que era muito improvável a venda do Facebook porque ele gostaria de mantê-lo independente, dizendo: “Nós realmente não pretendemos vender a empresa... Nós não estamos considerando a IPO nem tão cedo. Não é o foco principal da empresa”. " Em setembro de 2007, Microsoft propôs um investimento em troca da participação de 5% da empresa, oferecendo cerca de $300 a $500 milhões de dólares. Naquele mês, outras companhias, incluindo Google, mostraram interesse em comprar parte do Facebook.

### Investimentos da Microsoft (Série D)
Em 24 de outubro de 2007, a Microsoft anunciou a compra da participação de 1.6% no Facebook por $240 milhões de dólares, dando ao Facebook um valor implícito de cerca de $15 bilhões de dólares. No entanto, a Microsoft adquiriu ações preferenciais, o que significa que ela seria paga antes dos outros acionistas em caso de venda do Facebook. Entre outras vantagens, também incluía o direito de colocar anúncios internacionais no Facebook. Em novembro de 2007, um bilionário de Hong Kong Li Ká-Shing investiu $60 milhões de dólares na empresa.

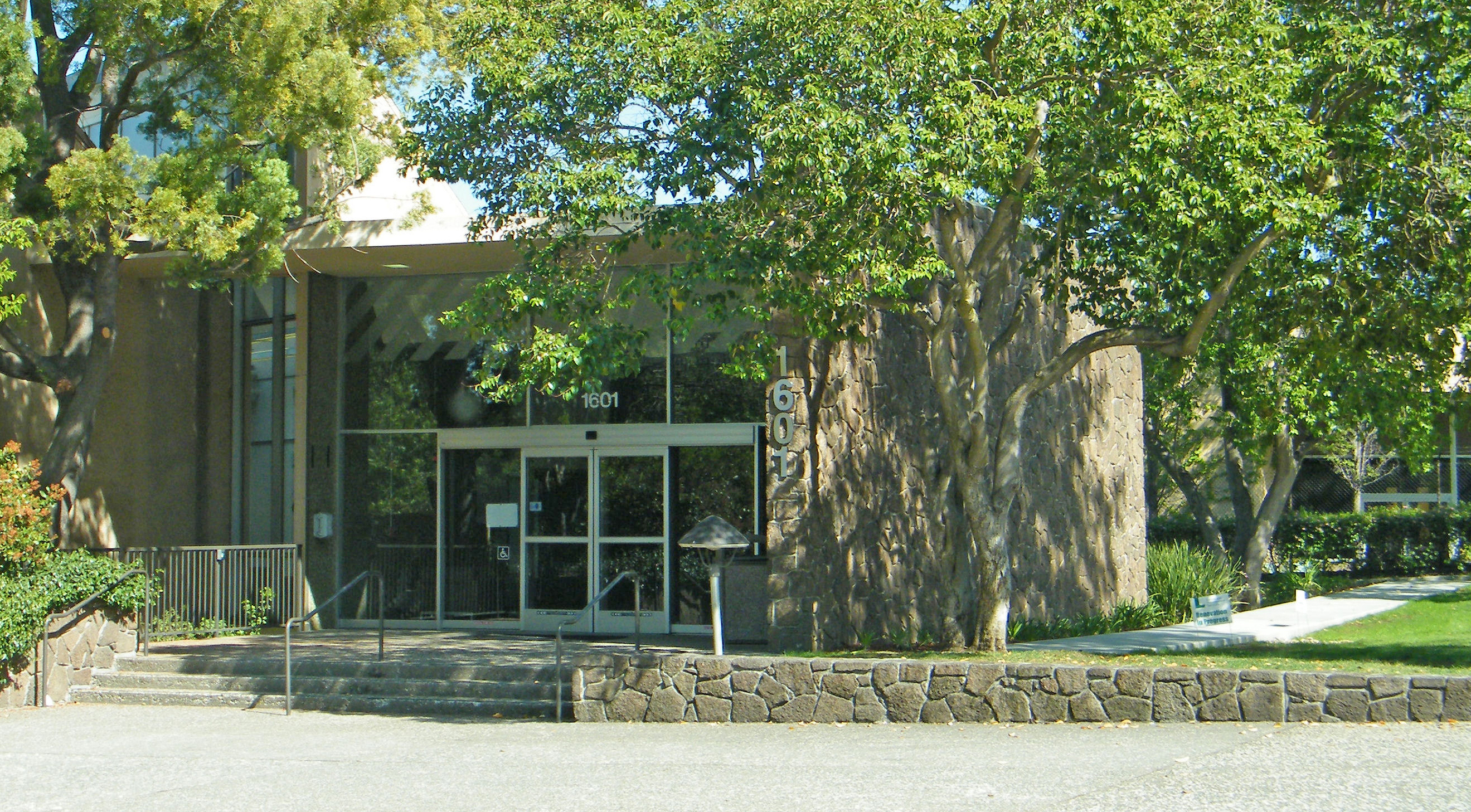
Entrada da antiga sede do Facebook no Stanford Research Park, Palo Alto, Califórnia. Em janeiro de 2012 a empresa se mudou para um novo campus em Menlo Park, Califórnia.

### Mudança para se tornar rentável
Em agosto de 2008, a revista BusinessWeek relatou que a venda privada por parte dos funcionários, bem como compras por parte das empresas de capital de risco, foram sendo feitas de forma que colocavam o valor total da empresa entre $3.7 e $5 bilhões de dólares  Em outubro de 2008, Zuckerberg disse “Eu não acho que as redes sociais podem ser monetizadas da mesma forma que a pesquisa fez...  A partir de agora, temos três anos para descobrir qual é o modelo ideal. Mas isso não é nosso principal foco hoje.”
O Facebook contratou Sheryl Sandberg como Chief Operating Officer em março de 2008. Sandberg realizou uma série de brainstorms com os funcionários do Facebook em sua estratégia de monetização a longo prazo, o que levou à conclusão de que a publicidade seria a principal fonte de renda. Sob a liderança de Sandberg, o Facebook fez uma série de mudanças em seu modelo de anúncios objetivando alcançar a rentabilidade. Em setembro de 2009, o Facebook declarou que tinha fechado o fluxo de caixa positivamente pela primeira vez.
No início de 2012, o Facebook divulgou que seu lucro aumentou em 65%, para $1 bilhão, no ano anterior, quando sua receita, que é basicamente advinda da publicidade, saltou quase 90%, para $3,71 bilhões de dólares. O Facebook também informou que 56% de suas receitas com publicidade vem dos EUA; outros 12% vem de Zynga, uma compainha desenvolvedora de jogos para redes sociais. Pagamentos e outras taxas subiram de $106 para $557 milhões no ano seguinte.

### Aquisições
em setembro de 2009, o Facebook adquiriu o agregador de mídias sociais FriendFeed, uma startup criada pelo primeiro engenheiro do Gmail, Paul Buchheit. Em fevereiro de 2010, Facebook adquiriu uma startup da Malásia de importação de contatos, Octazen Solutions. Em 2 de abril de 2010, o Facebook anunciou a aquisição do serviço de compartilhamento de fotos chamado DivvyShot por um valor não revelado. Em junho de 2010, um mercado online para negociação de ações do Facebook refletiu uma avaliação de $11,5 bilhões de dólares. Em 12 de abril de 2012, o Facebook adquiriu o serviço de compartilhamento de fotos, o Instagram, por aproximadamente $1 bilhão de dólares em dinheiro e ações. Em 6 de outubro de 2014, adquiriu o serviço móvel de mensagens instantâneas WhatsApp, por aproximadamente $22 bilhões de dólares.

## IPO
O Facebook fez um pedido de oferta pública de ações (IPO) no dia 1 de fevereiro de 2012. O prospecto preliminar diz que a empresa esperava leventar $5 bilhões de dólares. O documento anunciou que a companhia tinha 845 milhões de usuários ativos por mês e que o site tinha 2,7 bilhões de "Curtir" por dia e comentários. Depois do IPO, Zuckerberg vai manter uma participação acionária de 22% no facebook e vai possuir 57% dos direitos de voto..
Os Underwriters (os que fazem a subscrição) precificaram as ações a $38 dólares cada, valorando a companhia em $105 bilhões de dólares, o maior valor de uma companhia estreante na bolsa Em 16 de maio, um dia antes do IPO, o Facebook anunciou que ia vender 25% mais ações do que foi planejado devido à grande demanda. O IPO levantou $16 bilhões, o que o levou a categoria de terceiro maior na história dos Estados Unidos (bem na frente da AT&T Wireless e atrás somente da General Motors e VISA Inc.). O preço das ações deixou a empresa com uma das maiores capitalizações do mercado - ultrapassando gigantes como Amazon.com, McDonald's, Disney e Kraft Foods - e fez as ações de Zuckerberg valerem $19 bilhões. O preço das ações deixou a empresa com uma das maiores capitalizações do mercado - ultrapassando gigantes como Amazon.com, McDonald's, Disney e Kraft Foods - e fez as ações de Zuckerberg valerem $19 bilhões.  O New York Times declarou que a oferta superou questões sobre as dificuldades do Facebook em atrair anunciantes e levou as ações da companhia a serem indispensáveis. Jimmy Lee, da JP Morgan Chase, descreveu isso como sendo "a próxima grande blue-chip". Redatores do TechCrunch, em contrapartida, expressaram ceticismo, declarando, "Ainda é cedo para dizer e, provavelmente, o Facebook vai precisar sólidas novas fontes de receita para justificar essa mega avaliação.
A negociação das ações, que começou em 18 de maio, foi atrasada por conta de problemas com o sistema da NASDAQ. As ações lutaram para se manter acima do preço do IPO pela maior parte do dia, forçando os underwriters a recomprar ações para segurar o preço. No fechamento, as ações estava valendo $38,23, somente $0,23 acima do valor do IPO e $3,82 abaixo do valor de abertura. A abertura foi amplamente descrita pela imprensa especializada como uma decepção.
As ações, no entanto, bateram recorde em volume de negociação num IPO. Em 25 de maio de 2012 as ações, após uma semana de negociação, estavam sendo negociadas a $31,91, uma queda de 16,5%.
Em 22 de maio, reguladores do Wall Street's Financial Industry Regulatory Authority  anunciaram o início de uma investigação para averiguar se os bancos de subscrição do IPO do Facebook tinham compartilhado informações somente com clientes específicos, e não com o público de forma geral. O secretário de estado de Massachusetts, William Galvin, intimiou Morgan Stanley com o mesmo motivo. As alegações iniciaram uma fúria em vários investidores que imediatamente iniciaram vários processos, um deles uma ação de classe reivindicando mais de $2,5 bilhões em perdas devido ao IPO. Bloomberg estimou que os pequenos investidores podem ter perdido aproximadamente $630 milhões desde o início do IPO. Bloomberg estimated that retail investors may have lost approximately $630 million  on Facebook stock since its debut.